# Bitwa pod Chocimiem (obraz Józefa Brandta)
Bitwa pod Chocimiem – obraz olejny Józefa Brandta namalowany w 1867. 

## Opis
Obraz powstawał od 1865. Najpierw został przedstawiony na Wystawie Powszechnej w Paryżu, a następnie w Krakowie i Warszawie. Brand malował pod wpływem Wojny chocimskiej Wacława Potockiego. Po lewej części obrazu jest przedstawiony hetman Jan Karol Chodkiewicz, natomiast z prawej walka polskiej jazdy z turecką. Obecnie dzieło znajduje się w zbiorach Muzeum Narodowego w Warszawie.